# Tiberius Claudius Nero (officier van Pompeius)
Tiberius Claudius Nero diende onder Gnaius Pompeius Magnus maior in de oorlog tegen de piraten (67 v.Chr.) (Florus, III 6; Appianus, Mithiridat. 95.).
Hij is vermoedelijk de Tiberius Nero die wordt vermeld door Sallustius (de Cat. con. 50.) en Appianus (Bell. Civ. II 5.), die aanraadde dat de leden van de samenzwering van Catilina, die waren opgepakt, zouden blijven opgesloten totdat Catilina was verslagen.

## Referentie
- W. Smith, art. Nero, Ti. Claudius (7), in W. Smith, A dictionary of Greek and Roman biography and mythology, II, Boston, 1867, p. 1161.